# Unificación Nacional (Checoslovaquia)
Unificación Nacional (en checo: Národní sjednocení) fue un partido político creado el 27 de octubre de 1934 en Checoslovaquia. El partido fue establecido por una fusión de la Democracia Nacional Checoslovaca y dos partidos marginales, la Liga Nacional y el Frente Nacional.
El partido cooperó políticamente con el movimiento Vlajka. Después de la ocupación alemana de Checoslovaquia, el partido se fusionó con el Partido de la Unidad Nacional.